# 23 Brygada WOP
 23 Brygada Wojsk Ochrony Pogranicza – jedna z brygad w strukturze organizacyjnej Wojsk Ochrony Pogranicza.

## Formowanie i zmiany organizacyjne
Sformowana w 1950 na bazie 13 Brygady Ochrony Pogranicza, na podstawie rozkazu MBP nr 043/org z 3 czerwca 1950. Sztab brygady stacjonował w Chełmie Lubelskim. Nowa numeracja batalionów i brygad weszła w życie z dniem 1 stycznia 1951.

Zgodnie z etatem czasu „P” nr 352/23, na dzień 1 listopada 1954 brygada liczyła 1676 żołnierzy, a etat czasu „W” nr 0352/20 przewidywał 2298 żołnierzy.
Rozformowana w 1956. Na jej bazie powstała Grupa Manewrowa WOP Tomaszów (Chełm) Lubelski i Samodzielny Oddział Zwiadowczy WOP Tomaszów (Chełm) Lubelski.

## Struktura organizacyjna
W 1950:
- dowództwo, sztab i pododdziały dowodzenia
- 231 batalion WOP – Terespol
- 232 batalion WOP – Włodawa
- 233 batalion WOP – Hrubieszów
- 234 batalion WOP – Bełz
- Graniczna Placówka Kontrolna Dorohusk

## Dowódcy brygady
- ppłk Eugeniusz Angerman
- ppłk Stanisław Czesławski

## Przekształcenia
7 Oddział Ochrony Pogranicza → 7 Lubelski Oddział WOP → 13 Brygada Ochrony Pogranicza → 23 Brygada WOP → Grupa Manewrowa WOP Tomaszów (Chełm) Lubelski «» Samodzielny Oddział Zwiadowczy WOP Tomaszów (Chełm) Lubelski → 23 Oddział WOP → 23 Chełmski Oddział WOP → Nadbużańska Brygada WOP → Nadbużański Batalion WOP → Nadbużański Oddział Straży Granicznej